# Wasted Love
«Wasted Love» (с англ. — «Потраченная впустую любовь») — дебютный сингл австрийского исполнителя песен JJ. Песня была опубликована 6 марта 2025 года и была написана самим JJ совместно с Теодорой Шпирич и Томасом Турнером. После представления на международном песенном конкурсе «Евровидение-2025» композиция стала победителем, набрав 436 очков в финале.

## Предыстория песни
«Wasted Love» сочинена Йоханнесом Питчем, Теодорой «Теей» Шпирич и Томасом Турнером. Последний также отвечал за производство Пеле Лориано и Войцехом Костржевой. Соединение поп-музыки и лирических элементов в крещендо, впоследствии перетекающих в техно, рождает собой исследование темы безответной любви: главный герой, поглощённый «океаном любви», наблюдает за отдалением любимого человека, боясь быть погребённым им. Несмотря на попытку ухватиться за прошлое, он в итоге оказывается в эмоциональной пучине, не в силах заполнить пустоту, образовавшуюся после разрыва. Язык песни — английский. По словам JJ, вдохновением для написания послужил его собственный опыт напрасной любви, которой он отдал много, а взамен не получил почти ничего. Кроме того, Питч при создании песни вдохновлялся в оперной части исполнителями Анной Нетребко и Марией Каллас, а в поп-части — Мэрайей Кэри и Арианой Гранде.

## Музыкальный клип
Музыкальное видео, срежиссированное венским кинематографистом Веселы Мареком, было опубликовано вместе с синглом на YouTube-канале конкурса «Евровидение». Согласно Мареку, видео «нацелено стать визуальным погружением в мир тёмной бездны потерянной любви, будучи подчёркнутым драматическими элементами».

## «Евровидение-2025»

### Внутренний отбор
Национальный вещатель «Евровидения» в Австрии, Österreichischer Rundfunk (ORF), официально объявили о своем намерении участвовать в «Евровидении-2025» 7 сентября 2024 года, выбрав представителя собственной страны путём внутреннего отбора. В октябре 2024 года австрийские СМИ сообщили, что восемь работ от семи исполнителей, включая Додо Мурер, которая ранее представляла Австрию на «Евровидении» в 2015 году в составе группы The Makemakes, а также Йоханнеса Питча, Кайлы Кристин, Nnoa и Филипа Пиллера, были включены в шорт-лист по итогам живого кастинга в студии ORF. 30 января 2025 года песня «Wasted Love» за авторством Йоханнеса Питча под псевдонимом JJ была анонсирована ORF как представление Австрии на «Евровидении-2025» во время радиопередачи Ö3-Wecker, в эфире радиостанции Ö3. Песня была выбрана из восьми номинантов жюри, состоявшем из 30 местных и международных экспертов музыкальной индустрии и Евровидения, а также около 30 международных представителей фан-клубов OGAE из пяти стран и команды ORF по проведению конкурса Евровидения. Песня была выпущена 6 марта 2025 года.

### Во время конкурса
Местом проведения «Евровидения» в 2025 году стал стадион Санкт-Якобсхалле, расположенный в окрестностях швейцарского Базеля. Конкурс проходил в три этапа, состоявших из двух семи-финалов, прошедших соответственно 13 и 15 мая, а также финала, состоявшегося 17 мая. Во время жеребьевки, состоявшейся 28 января 2025 года, Австрия была выбрана для участия во втором полуфинале, где выступила в первой половине шоу. По итогу Австрия прошла в финал. JJ повторил своё выступление в нём. Австрия шла под № 9 в списке голосования, вслед за британской группой «Remember Monday» (№ 8) и перед исландским музыкальным дуэтом Væb (№ 10). Песня стала победителем, получив в общей сложности 436 баллов, включая 178 от зрителей и 258 (больше, чем кто-либо ещё) от жюри.

## Участники записи
- Йоханнес Питч — ведущий вокал.
- Теодора Спирич — фоновый вокал.
- Томас Тернер — синтезатор, ударные, фортепиано.
- Пол Сэмс — музыкальное программирование.
- Войцех Костржева — музыкальное программирование.
- Budapest Scoring Orchestra — оркестр.
- Золтан Пад — дирижёр оркестра.
- Миша Яниш — мастеринг.
- Михаэль Хёхтль — сведение звука.
- Денес Редли — запись музыки.
- Пеле Лориано — продюсирование.
- Томас Тернер — продюсирование.
- Войцех Костржева — продюсирование.

## Чарты
| Чарт (2025)                 | Высшая позиция |
| --------------------------- | -------------- |
| Австрия (Ö3 Austria Top 40) | 24             |